# درگیری کره
درگیری کره، یک درگیری مداوم بر اساس تقسیم کره بین کره شمالی (جمهوری دموکراتیک خلق کره) و کره جنوبی (جمهوری کره) است که هر دو ادعا می‌کنند که تنها دولت قانونی تمام کره هستند. در طول جنگ سرد، کره شمالی توسط اتحاد جماهیر شوروی، چین و سایر متحدان حمایت می‌شد، در حالی که کره جنوبی، حمایت ایالات متحده آمریکا، بریتانیا و سایر متحدان غربی را داشت.
تقسیم کره، توسط ایالات متحده و اتحاد جماهیر شوروی در سال ۱۹۴۵ پس از شکست ژاپن، به حاکمیت ژاپن بر کره، پایان داد و هر دو ابرقدرت، در سال ۱۹۴۸، دولت‌های جداگانه در کره ایجاد کردند. تنش‌ها با جنگ کره آغاز شد که از ۱۹۵۰ تا ۱۹۵۳ ادامه یافت. وقتی جنگ به پایان رسید، هر دو کشور، ویران شدند، اما این تقسیم، باقی ماند. کره شمالی و جنوبی به یک آتش‌بس با درگیری‌های دوره‌ای ادامه دادند. این درگیری از پایان جنگ سرد تاکنون نیز ادامه دارد.
ایالات متحده، حضور نظامی خود را در جنوب برای کمک به کره جنوبی مطابق با معاهده دفاع متقابل حفظ می‌کند. در سال ۱۹۷۷، بیل کلینتون، رئیس‌جمهور ایالات متحده، تقسیم کره را به عنوان آخرین شکاف جنگ سرد توصیف کرد. در سال ۲۰۰۲، جرج دابلیو. بوش، رئیس‌جمهور ایالات متحده، کره شمالی را جزئی از محور شرارت توصیف کرد. در مواجهه با انزوای فزاینده، کره شمالی، قابلیت‌های موشکی و هسته‌ای خود را توسعه داد.
به دنبال تشدید تنش در سال ۲۰۱۷ و برخی از بخش‌های سال ۲۰۱۸، سال ۲۰۱۸ شاهد کره شمالی، کره جنوبی و ایالات متحده آمریکا بود. برگزاری یک سری اجلاس سران که وعده صلح و خلع سلاح هسته ای را می‌داد. این منجر به بیانیه پانمونجوم در ۲۷ آوریل ۲۰۱۸ شد، زمانی که شمال و جنوب توافق کردند تا با یکدیگر برای خلع سلاح هسته‌ای شبه جزیره، بهبود روابط بین دو کره، پایان رسمی درگیری و حرکت به سمت اتحاد مجدد صلح آمیز همکاری کنند. در سال‌های بعد، تلاش‌های دیپلماتیک با شکست مواجه شد و رویارویی نظامی به صحنه بازگشت.
مرز کره با حضور ارتش خلق کره در شمال، نیروهای مسلح جمهوری کره و نیروهای کره ایالات متحده (به ویژه از طریق نیروهای ترکیبی) در جنوب و حضور نیروهای سازمان ملل در منطقه غیرنظامی کره (منطقه امنیتی مشترک و کمپ بونیفاس)، نظامی‌ترین منطقه خصوصی در جهان باقی مانده‌است.